# Radu Bălescu
 (septembre 2023).
La mise en forme du texte ne suit pas les recommandations de Wikipédia : il faut le « wikifier ».
Les points d'amélioration suivants sont les cas les plus fréquents. Le détail des points à revoir est peut-être précisé sur la page de discussion.
- Les titres sont pré-formatés par le logiciel. Ils ne sont ni en capitales, ni en gras.
- Le texte ne doit pas être écrit en capitales (les noms de famille non plus), ni en gras, ni en italique, ni en « petit »…
- Le gras n'est utilisé que pour surligner le titre de l'article dans l'introduction, une seule fois.
- L'italique est rarement utilisé : mots en langue étrangère, titres d'œuvres, noms de bateaux, etc.
- Les citations ne sont pas en italique mais en corps de texte normal. Elles sont entourées par des guillemets français : « et ».
- Les listes à puces sont à éviter, des paragraphes rédigés étant largement préférés. Les tableaux sont à réserver à la présentation de données structurées (résultats, etc.).
- Les appels de note de bas de page (petits chiffres en exposant, introduits par l'outil «  Source ») sont à placer entre la fin de phrase et le point final[comme ça].
- Les liens internes (vers d'autres articles de Wikipédia) sont à choisir avec parcimonie. Créez des liens vers des articles approfondissant le sujet. Les termes génériques sans rapport avec le sujet sont à éviter, ainsi que les répétitions de liens vers un même terme.
- Les liens externes sont à placer uniquement dans une section « Liens externes », à la fin de l'article. Ces liens sont à choisir avec parcimonie suivant les règles définies. Si un lien sert de source à l'article, son insertion dans le texte est à faire par les notes de bas de page.
- La présentation des références doit suivre les conventions bibliographiques. Il est recommandé d'utiliser les modèles {{Ouvrage}}, {{Chapitre}}, {{Article}}, {{Lien web}} et/ou {{Bibliographie}}. Le mode d'édition visuel peut mettre en forme automatiquement les références.
- Insérer une infobox (cadre d'informations à droite) n'est pas obligatoire pour parachever la mise en page.

Pour une aide détaillée, merci de consulter Aide:Wikification.
Si vous pensez que ces points ont été résolus, vous pouvez retirer ce bandeau et améliorer la mise en forme d'un autre article.
Radu Balescu, né le 18 juillet 1932 à Bucarest et mort le 1er juin 2006 à Drobeta-Turnu Severin, est un physicien belge d'origine roumaine. Membre de plusieurs académies, il est professeur de physique statistique et de physique des plasmas à l'université libre de Bruxelles et lauréat du prix Francqui, la plus prestigieuse récompense scientifique belge.

## Biographie
Radu Balescu est né d'un père et d'une mère roumains. Sa mère divorce et épouse en secondes noces un diplomate belge, Eugène Du Bois. 
Il est scolarisé à Bucarest jusqu'en 1948. Avec l'avènement du communisme en Roumanie, il est décidé que Radu continuera ses études en Belgique. Il termine l'enseignement secondaire à l'Athénée Royal d'Ixelles et poursuit sa formation à l'Université Libre de Bruxelles (ULB). Il obtient en 1958 son doctorat en physique sous la direction d'Ilya Prigogine. Ce dernier recevra en 1977 le prix Nobel de Chimie. Radu Balescu commence sa carrière en 1957 comme assistant d'Ilya Prigogine dans le service de physique théorique et mathématique. Naturalisé belge en 1959, Balescu est nommé professeur associé en 1964, professeur extraordinaire en 1969 et professeur ordinaire en 1985. Il accède à l'éméritat en 1997.
De 1962 à 1968, il fut maître de conférences à l'Université de Liège. En 1967 et de 1970 à 1971, il est professeur invité à l'Université du Texas à Austin. Il est encore professeur invité à l'Université de Kyoto, à l'Université d'Etat de Moscou en 1975, à l'Université Technique de Lausanne en 1978, à l'Universität-Gesamthochschule Essen en 1984-1985, à l'Université de Provence en 1987, à l'Université de Craiova en 1994 (celle-ci lui conféra le doctorat honoris causa) et à l'Université Heinrich Heine à Düsseldorf (1985 et 1997-98). En 1985, il devient membre de l'Académie Royale des sciences, des lettres et des beaux-arts de Belgique après avoir été membre correspondant depuis 1970. En 1989, il devient directeur de la classe de science de l'Académie. Il est aussi membre de l'Académie des sciences de New-York (1980-1992) et de l'Académie Roumaine (1990-2006) ; il en deviendra membre d'honneur après son décès.
Radu Balescu a joué un rôle éminent dans l'association Euratom-Belgique qui est créée en 1969 et qui participe au projet ITER qui étudie la faisabilité d'utiliser la fusion nucléaire comme source d'énergie. Il a dirigé l'unité de recherche Physique statistique et plasmas de l'ULB jusqu'à son accession à l'éméritat en 1997.
Il est décédé à l'âge de 73 ans, durant ses vacances en Roumanie, son pays natal.

## Travaux
Radu Balescu était principalement actif dans le domaine de la fusion nucléaire, de la physique statistique des particules chargées et des plasmas. Il a développé l'opérateur de collision Balescu-Lenard. En physique des plasmas, il a étudié les processus de transport dans des plasmas confinés par un champ magnétique dans les tokamaks. 

## Prix
- Prix Théophile De Donder de l'Académie Royale de Belgique (1961).
- Prix Franqui pour les sciences exactes (1970) pour sa contribution à la théorie cinétique des plasmas.
- Prix Hannes-Alfvén de l'European Physical Society (2000).

## Publications
Outre plus de 200 articles dans des revues scientifiques, Radu Balescu a publié les livres suivants :
- Statistical Mechanics of Charged Particles, New York, 1963 (traduit en russe en 1967) ;
- Equilibrium and Non-Equilibrium Statistical Mechanics, New York, 1975 (traduit en russe en 1978 et réimprimé en 1991) ;
- Transport processes in plasmas. Classical Transport. Vol. 1, Amsterdam, 1988 ;
- Transport processes in plasmas. Neoclassical Transport. Vol. 2, Amsterdam, 1988 ;
- Aspects of Anomalous Transport in Plasmas, CRC Press, 2005.

## Ouvrages consultés
- Pierre Gaspard, Radu Constantin Balescu, dans la Nouvelle Biographie Nationale, partie 11, p. 14 – 16, Bruxelles, 2012
- Paul Vandenplas, In Memoriam: professor Radu Balescu, in Physicalia Magazine, 29e année n° 2, p. 26 – 28, 2007
- H. E. Mynick, The generalized Balescu-Lenard collision operator, dans le Journal of plasma physics, 1988, vol. 39, n°2, p. 303 – 317